# 信陵君

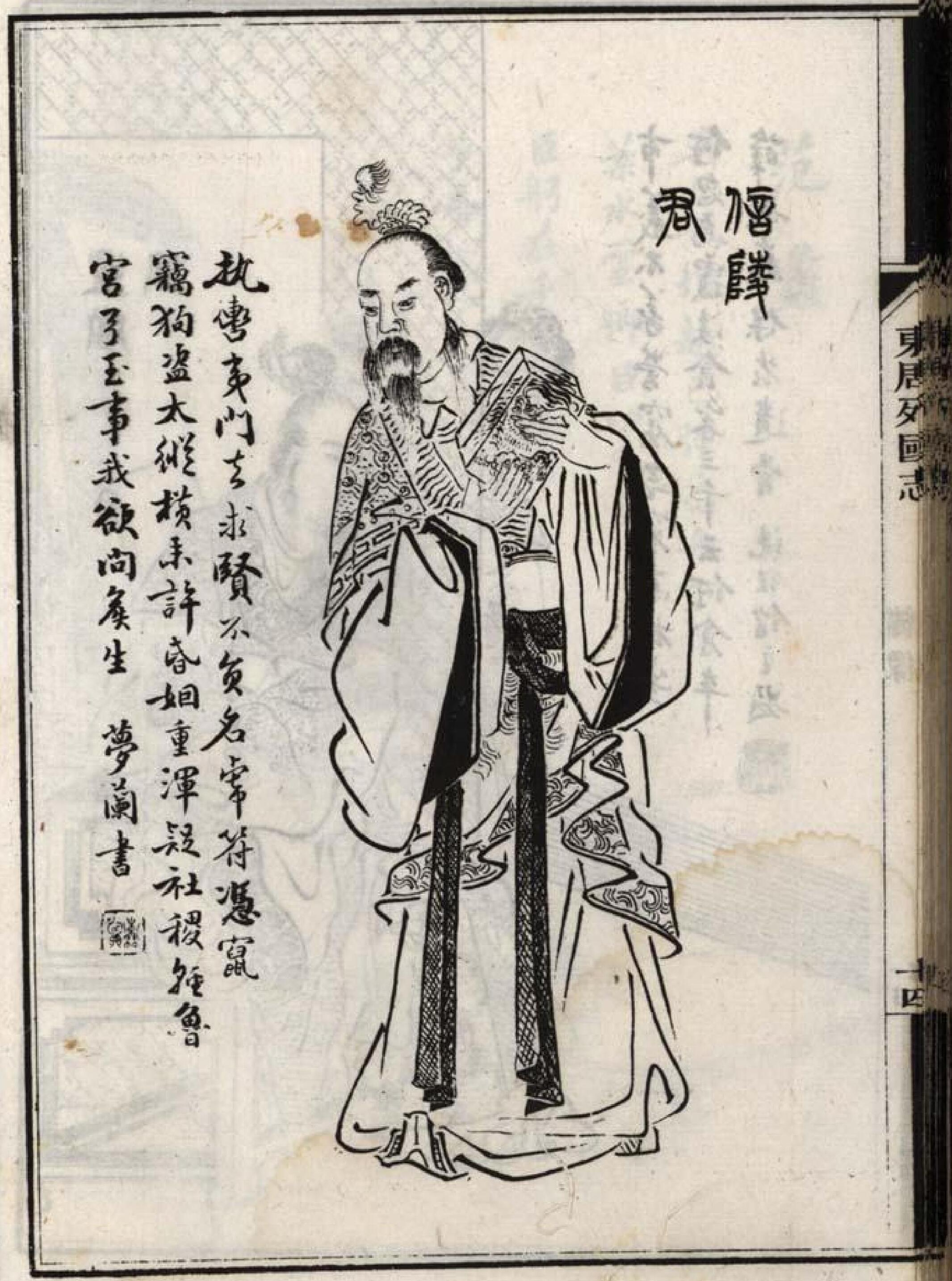
信陵君

信陵君（しんりょうくん、? - 紀元前244年）は、中国戦国時代の魏の公子であり、政治家・軍人。昭王の子。姓は姫、氏は魏、諱は無忌。戦国四君の一人。大国秦によって圧迫を受けた魏を支え、諸国をまとめ上げ秦を攻めるも、異母兄の安釐王に疑われて憂死した。前漢の魏無知の祖父と伝わる。
兄が安釐王として立つと、封ぜられて信陵君と名乗る。信陵君は多種多様な客を多数集めて自分の手元においており、その数は三千人を超えた。

## 略歴

### 魏の公子と食客
ある時、安釐王と六博を打っていた所、趙との国境から烽火が上がり、安釐王は趙の侵攻かと思い慌てたが、信陵君は落ち着いて「趙王が狩をしているだけ」と言った。安釐王が確かめさせると果たしてその通りであった。信陵君は食客を通じて趙国内にも情報網を張り巡らしていたので、趙の侵攻ではないと判断したのだが、これ以後の安釐王は信陵君の力を恐れて、国政に関わらせようとはしなくなった。
そうしているある日、信陵君は門番をしている侯嬴が賢人と聞き、食客になって貰おうと自ら出向き贈り物をした。しかし侯嬴は老齢を理由に断った。信陵君は後日予定の宴席に招待し、それは侯嬴も承諾した。予定通り信陵君は宴席を設けたが、侯嬴が居なかったため、自ら招くべく馬車に乗って街へと出向いた。侯嬴は自分が行っても信陵君の恥になると一度断った後、信陵君に勧められ馬車に乗ったが、上席に断りもなく座った。そして途中で止めて欲しいと言って馬車を降り、肉屋である朱亥と世間話を始めた。その間、信陵君は嫌な顔をひとつもせず待っていた。こうした様子を見ていた群衆は噂し合った。そして宴席で信陵君は侯嬴を上席へと座らせた。
他の大臣などの客は、汚らしい老人を信陵君自ら招きいれ、しかも上席にしたことに驚いた。そして侯嬴に朱亥と世間話をした理由を聞いた。侯嬴は「信陵君への恩返しである」と答えた。全く訳が解らなかった客が再び問うと、皆が信陵君をどうでもいい用事で待たせる失礼な爺だと侯嬴を蔑す一方で、待った信陵君の器量を賞賛する。これは噂となり、国中どころか他国にも伝わり、信陵君の名声が大いに高まるであろうと答えた。客らは納得し、宴席も大いに盛り上がった。

### 趙への援軍
安釐王19年（紀元前258年）、長平の戦いにて趙軍を大破した秦軍が、趙の首都の邯鄲を包囲した。安釐王は趙の救援要請に対して、晋鄙を将軍に任じ援軍を出すことは出したが、そこで秦から「趙の滅亡は時間の問題であり、援軍を送れば次は魏を攻める」と脅されたため、援軍を国境に留めおいて実際に戦わせようとはしなかった。信陵君の姉は趙の平原君の妻になっていたので、信陵君に対して姉を見殺しにするのかとの詰問が何度も来た。信陵君はこれと、趙が敗れれば魏も遠からず敗れることを察していたため、安釐王に対して趙を救援するように言ったが受け入れられず、しかし見捨てることも出来ぬと信陵君は自分の食客による戦車百乗を率いて自ら救援に行こうとした。
この時、侯嬴は見送りの群衆の中に居たが、素っ気なかった。信陵君は自分が死地に向かうのに何だろうか、と態度が気になり、一人引返した。ここで侯嬴は「戻ってこられると思っていました」と信陵君に策を授ける。「信陵君の手勢だけでは少数すぎて犬死となるだけであり、国軍を動かすべきです。国軍に命令を下すための割符は王の寝室にあるとのこと。これを王が寵愛する如姫に盗ませなされ。如姫は信陵君のためなら何でも行うでしょう」と言い、これに従って割符を得た。続いて侯嬴は「割符を持っても将軍の晋鄙が疑ったならば、朱亥に将軍を殺させ軍の指揮権を奪いなされ」と説いた。これを聞いた信陵君は涙した。「晋鄙将軍は歴戦の猛将。割符を見ても指揮権を渡さないだろうから、殺さざるをえない」と悲しんだためである。しかし断じて朱亥の所へ行った。朱亥は「貴方は一介の肉屋に過ぎない私を度々遇されましが、礼を言いませんでした。小さな礼は答えにならないと思っていたからです。今、貴方の窮地に命をもって救わせて頂きます」と答えた。信陵君が出立する際、侯嬴は「この老体では役に立てませんので、この生命を手向けとさせて頂きます」といった。
そうして信陵君は国境の城に出向き、軍を率いていた晋鄙将軍に割符を見せて交代するよう言ったが、晋鄙はやはり確認のための伝令を出すと言った。このためやむなく朱亥が40斤の金槌で晋鄙を命令違反として撲殺し、丁重に埋葬した。なおこれに前後して侯嬴は、約束を守り信陵君がいる方向へ自刎した。
信陵君はまず、兵が魏に戻れないことも考え、親子で従軍している兵は親を、兄弟で従軍している兵は兄を帰し、また一人っ子の兵も孝行させるために帰した。そうして残った兵を率いて戦い、秦軍を退けた。勝利したものの勝手に軍を動かしたことで安釐王の大きな怒りを買うと解っていたので、兵は自分の命令に従っただけで罪はないとして魏に帰し、自分と食客は趙に留まった。趙は救国の士として信陵君を歓待し、5城を献上しようとした。最初は信陵君もそれに応じようとしたが、食客に諭され、以後固辞した。
趙に滞在中、信陵君は博徒の間に隠れていた毛公と味噌屋に身を隠していた薛公に、会って話がしたいと使者を出したが断られた。すると自ら徒歩で彼らのもとへ趣き、両者と語り合って大いに満足した。しかし平原君はこの事を聞いて「信陵君は名声高いと聞くが、そのような者たちと交わるのか」と馬鹿にした。姉である平原君の妻が信陵君を訪れると、出立の準備をしていた。信陵君は「私は賢人と話をしたいと思ったが、毛公と薛公が居なかったため出向いた。お二方は趙にいた頃から賢人と聞いており、会ってもらえないかもと思っていたほどの人。平原君が賢人と思ったから魏王に背いてまで私は趙を救ったが、その語らいを恥と言う外面だけを気にする方のようだ。もはや平原君と関わりたくない」と国外へ去ろうとした。これを聞いた平原君は、信陵君が居るからこそ趙は秦に攻められていないこともあり、去られては大変と冠を脱いで謝罪した。これを聞いた平原君の食客達の半数が、身分に関係なく才を処遇する信陵君下に集まったと言う。

### 帰国
安釐王29年（紀元前248年）、信陵君のいない魏は連年のように秦に攻められ、窮した安釐王は信陵君に帰国するように手紙を出した。信陵君は疑って帰ろうとせず、度重なる使者に対して食客達に「使者を通した者は斬る」と指示したため、誰も諌められなかった。そうしているある日、毛公と薛公が屋敷に訪れてきた。毛公と薛公は信陵君に「貴方は祖国の窮地を見てみぬ振りをされているが、今があるのは祖国あってこそであり、魏の祖廟が破壊されたら何をもって天下に顔を向けられますか」と諌められ、信陵君はこれを全て聞く間も無く魏へ向け出立した。翌年、安釐王と信陵君はお互いに涙して再会した。信陵君は魏の上将軍に就任し、諸国にそれを知らせると、諸国は一斉に魏へ援軍を送った。そして五カ国の軍をまとめて秦の蒙驁を破った。趙・魏はもとより他の国も指揮権を委ねた辺り、信陵君の手腕と名声に他国からも信頼が厚かったことが窺える。そして連合軍はついに函谷関に攻め寄せて秦の兵を抑えた。これにより信陵君の威名は天下に知れ渡った。客が信陵君に献上した兵法は『魏公子兵法』と呼ばれた。

### 失脚
函谷関にまで攻め寄せられた秦は窮地に陥り、また信陵君がいる限りは魏を攻められないと考え、信陵君に殺された晋鄙将軍の下にいた食客を集め、信陵君が王位を奪おうとしているとの噂を流させた。これにより安釐王は再び信陵君を疑って遠ざけるようになり、鬱々とした信陵君は酒びたりになり、安釐王33年（紀元前244年）に過度の飲酒のために死去した。

## 死後
その後、秦からの侵攻を防ぎ得ずに次々と城を失った魏は、魏王假3年（紀元前225年）に滅亡する。
なお、信陵君が抱えた食客の中には、のちに前漢の功臣の一人となる張耳も含まれていた。
また前漢の初代皇帝である劉邦からも尊敬されており、大梁を通るたびに信陵君の祭祀を行った劉邦は、信陵君の墓守として5家にその役目を与えた。